# 王淑森
王淑森（1937年12月—2018年4月11日），男，山东淄博人，中华人民共和国政治人物，曾任贵州省人大常委会副主任，贵州省总工会主席，第十届全国人大代表。